# Othello (1995)
Othello ist ein US-amerikanisch-britisches Filmdrama aus dem Jahr 1995. Regie führte Oliver Parker, der auch das Drehbuch anhand des Theaterstücks Othello von William Shakespeare aus dem Jahr 1603 schrieb.

## Handlung
Die Handlung spielt am Ende des 16. Jahrhunderts in Venedig. Der Befehlshaber der venezianischen Streitkräfte Othello heiratet heimlich Desdemona. Sein Untergebener Jago fühlt sich bei der Beförderung zugunsten von Cassio übergangen. Daraufhin entwickelt Jago eine Intrige, die dazu führt, dass Othello von der Untreue seiner Ehefrau überzeugt wird und sie ermordet. Danach begeht Othello Selbstmord. Cassio übernimmt die Position Othellos, während Jago verhaftet wird.

## Kritiken
Die New York Times lobte in ihrer Rezension des Films vom 14. Dezember 1995 Kenneth Branaghs „verlockend umgangssprachliche“ Darstellung von Jago, die dessen boshaftes Naturell vollständig zum Vorschein bringe.
Roger Ebert schrieb in der Chicago Sun-Times vom 29. Dezember 1995, der Film wirke distanziert und gebe dem Zuschauer keine genaue Vorstellung über das Theaterstück von Shakespeare. Die Schweizerin Irène Jacob habe Probleme mit Shakespeares Sprache; die Darstellung von Laurence Fishburne sei wesentlich besser.
Film-Dienst schrieb, der Film sei eine „sprachlich leicht modernisierte Fassung des Shakespeareschen Trauerspiels“. Er zeige die Charaktere „psychologisch wenig stimmig“, weswegen es ihm nicht gelinge, „das Problem der Eifersucht einem heutigen Publikum sinnfällig nahezubringen“. Der Film sei „inszenatorisch ohne Pfiff und eher der Bühne verhaftet“; die Leistungen der Darsteller würden enttäuschen – bis auf Kenneth Branagh, der eine „Affinität zu Shakespeareschen Figuren“ beweise.

## Auszeichnungen
Kenneth Branagh wurde im Jahr 1996 für den Screen Actors Guild Award nominiert. Laurence Fishburne und der Film als Herausragender Film wurden 1996 für den Image Award nominiert.

## Hintergründe
Der Film wurde in Venedig und in Rom gedreht. Seine Produktionskosten betrugen schätzungsweise 11 Millionen US-Dollar. Der Film spielte in den Kinos der USA ca. 2,1 Millionen US-Dollar ein.